# 가계부채
가계부채(家計負債, 영어: household debt)는 벌어오는 것보다 쓰는 것이  많아 자력으로 해결하기 어려울 때 제삼자에게 신용이나 가지고 있는 부동산을 담보로 약정서를 작성하고 필요한 만큼의 현금을 빌려다 쓰는 빚을 말한다. 통계청(2010)의 가계금융조사에 따르면 부채에는 담보대출, 신용대출을 포함한 ‘금융부채’와 ‘임대보증금’이 포함된다.또는 가구가 지닌 빚을 의미한다.

## 현황
2014년 9월 기준 한국은행의 국민계정과 가계신용 통계를 기준으로 가계부채 총액은 1,050조원 가량이고, 8월 말 대비 0.6% 증가한 수치다. 2012년 기준 국민개인가처분소득은 707조원으로 4.1% 늘어나는 데 그쳤다. 개인가처분소득 대비 가계부채 비율은 2011년 134.3%에서 지난해엔 135.6%로 더 높아졌다. 이는 한국은행이 2003년 관련 통계를 작성한 이래 최고치이다. 이 수치는 2004년도에 하락했다가 2005년 108.6로 치솟은 뒤 8년째 사상 최고치를 경신하고 있다. 소득보다 빚이 늘어나는 속도가 더 빨라 가계부채 구조가 해마다 악화하고 있는 것이다.
김중수 한국은행 총재는 “가계부채 증가 속도가 소득보다 빠른데다 질적 측면에서도 악화하고 있다. 빚 총량 뿐 아니라 취약한 가계부채 구조를 개선하려는 노력을 지속해야 한다”고 말했다. 김 총재는 국회 업무보고에서도 “가계부채 문제가 한계상황에 와 있다”며 경고한 바 있다.
2020년에 들어서면서, 한국 경제는 3대 부채가 급속히 증가하였다. 국가부채는 758조, 기업부채는 1,954조, 가계부채는 1,827조로 증가하였다.

## 특징
첫째 2005년 이후 2010년까지 5년 동안 통계를 보면 가계부채가 소득보다 더 빠른 속도로 늘어났다. 가계대출과 판매신용을 포함하는 가계신용은 연평균 9.3%씩 증가했고 5년 동안 늘어난 가계신용이 303조원으로 기간 중 증가율이 55.8%에 달했다. 반면 소득의 대표적인 지표인 명목 국내총생산(GDP)은 같은 기간 연평균 6.3% 증가했고 5년 동안 늘어난 명목 GDP도 307조6000억 원으로 기간 중 증가율이 35.6%에 불과했다 더욱이 통계청이 작성하는 가계소득(전국 2인 이상 가구)의 경우 5년 동안 연평균 증가율이 4.6%로 더 낮은 것으로 나온다. 이 통계를 기준으로 할 경우 우리 국민들이 소득증가율보다 2배나 높은 증가율로 돈을 빌려다 썼다는 계산이 나온다
둘째 이렇게 늘어나고 있는 가계부채 중 비(非)은행권으로부터의 대출비중이 갈수록 높아지고 있다는 점이다.
셋째 가계부채 중 변동금리로 빌린 비중이 90%에 달하고 있을 뿐 아니라 일시상환 대출비중도 40%를 넘고 있다
넷째 여러 금융회사로부터 중복해서 돈을 빌려 쓰고 있는 이른바 다중(多重)채무자가 적게는 100만 명에서 많게는 400만 명에 달하고 있다
다섯째 빚을 갚기 위해 가지고 있는 부동산 등 자산을 팔고 싶어도 마음대로 안되는 계층이 갈수록 늘어나고 있다는 점이다

한국의 가계부채 문제가 차기 박근혜 정부에 최대 걸림돌이 될 수 있다고 블룸버그 통신이 21일 보도했다.

## 같이 보기
- 대한민국의 부채
- 국가 부채
- 공공기관 부채